# Estació nova (Ripoll)

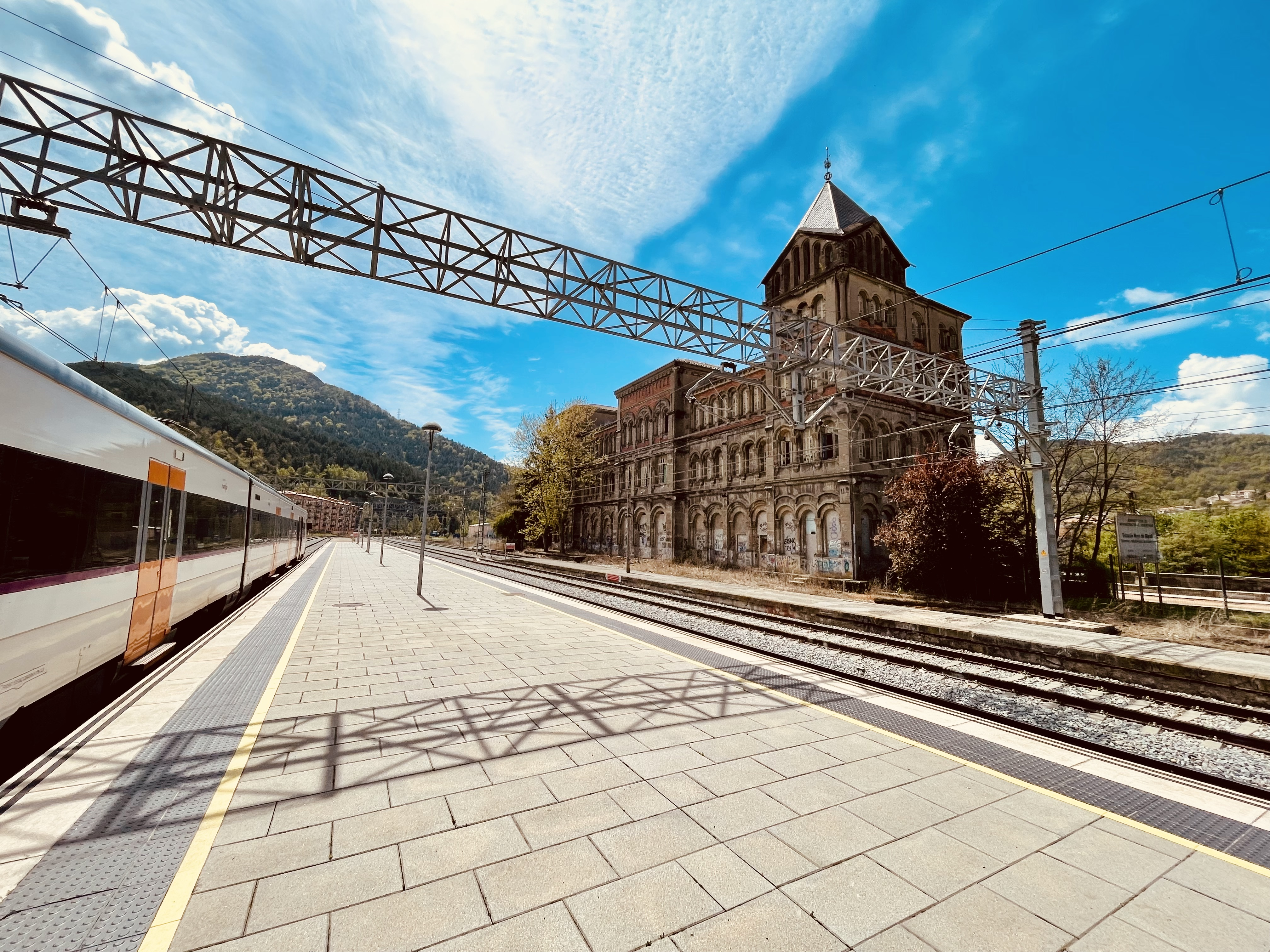
L'Estació Nova de Ripoll.

L'Estació nova és una obra de Ripoll (Ripollès) protegida com a Bé Cultural d'Interès Local.

## Descripció
Edifici de planta rectangular format per cinc cossos, amb diferents alçades, i integrat per planta baixa i dos pisos i en la capçalera i part posterior hi ha tres pisos. L'accés a l'interior es pot fer per mitjà de quatre entrades, una per façana. L'enginyer el projectà a semblança del monestir de Ripoll, amb l'ús d'arcs de punt rodó, columnes i capitells amb representacions d'animals fantàstics o motius vegetals, i l'ús de maó vist. La coberta és de teula àrab, menys un cos, semblant a un campanar que té una coberta piramidal de pissarra, sota la qual hi ha un dipòsit d'aigua.

## Història
Durant la Guerra Civil Espanyola (1936-39), l'Estació Nova va ser usada per a refugiar-hi els refugiats que anaven arribant a Ripoll.
A més, al ser una estació ferroviària, aquest va ser un dels objectius dels bombardeigs que va patir Ripoll a finals de la guerra.